# فلورون بيرادين
فلورون بيرادين (بالفرنسية: Florent Perradin)‏ (11 مايو 1992 بليون في فرنسا - ) هو لاعب كرة قدم فرنسي في مركز الدفاع. لعب مع بورغ أون بريس بيروناس.

## وصلات خارجية
- فلورون بيرادين على موقع رابطة كرة القدم الفرنسية للمحترفين (الإنجليزية)
- فلورون بيرادين على موقع قاعدة بيانات كرة القدم.إي يو (الإنجليزية)
- فلورون بيرادين على موقع Soccerway.com (الإنجليزية)